# Troglotayosicus akaido
Espèce
Troglotayosicus akaido est une espèce de scorpions de la famille des Troglotayosicidae.

## Distribution
Cette espèce est endémique du département d'Amazonas en Colombie. Elle se rencontre vers El Encanto.

## Description
Le mâle holotype mesure 19,53 mm, les mâles mesurent de 15,03 à 19,53 mm et les femelles de 16,17 à 18,44 mm.

## Systématique et taxinomie
Cette espèce a été décrite par Moreno-Gonzalez, Luna-Sarmiento et Prendini en 2024.

## Publication originale
(juillet 2024).
- Moreno-Gonzalez, Luna-Sarmiento & Prendini, 2024 : « Phylogeny of the Troglomorphic Scorpion Genus Troglotayosicus (Scorpiones: Troglotayosicidae) with Description of a New Species from Colombia. » American Museum Novitates, no 4011, p. 1-39.